# Othresypna submarginata
Othresypna submarginata är en fjärilsart som beskrevs av Walker 1865. Othresypna submarginata ingår i släktet Othresypna och familjen nattflyn. Inga underarter finns listade i Catalogue of Life.